# Guineu voladora dels Gilliard
La guineu voladora dels Gilliard (Pteropus gilliardorum) és una espècie de ratpenat de la família dels pteropòdids. És endèmica de Papua Nova Guinea. El seu hàbitat natural són els boscos tropicals madurs, on viu a altituds d'entre 200 i 2.300 msnm. Està amenaçada per la desforestació. El nom específic és en honor de l'ornitòleg estatunidenc Ernest Thomas Gilliard i la seva esposa Margaret.